# Le Chasseur de primes
Pour les articles homonymes, voir Chasseur de primes (homonymie).
Pour plus de détails, voir Fiche technique et Distribution.
Le Chasseur de primes (The Bounty Hunter) est un film américain réalisé par Andy Tennant, sorti en 2010.

## Synopsis
Milo Boyd, ancien flic reconverti en chasseur de primes, se voit confier une mission des plus inattendues : amener devant la justice son ex-femme, Nicole Hurley, journaliste qui ne s'est pas présentée à son audience devant le tribunal. Mais il va vite se retrouver entrainé par son ex-compagne dans une affaire de meurtre maquillé en suicide. Alors que leur vie est en danger, ils vont devoir mettre leurs rancunes de côté afin de s'en sortir.

## Fiche technique
- Titre : Le Chasseur de primes
- Titre original : The Bounty Hunter
- Réalisation : Andy Tennant
- Scénario : Sarah Thorp
- Production : Ryan Kavanaugh, Donald J. Lee Jr., Ori Marmur, Robyn Meisinger et Neal H. Moritz
- Musique : George Fenton
- Décors : Jane Musky
- Photographie : Oliver Bokelberg
- Montage : Troy Takaki
- Pays d'origine : États-Unis
- Format : Couleurs - 2,35:1
- Genre : Action et comédie romantique
- Durée : 110 minutes
- Date de sortie :
  - États-Unis : 19 mars 2010
  - France : 14 avril 2010

## Distribution
- Gerard Butler (VF : Boris Rehlinger ; VQ : Daniel Picard) : Milo Boyd
- Jennifer Aniston (VF : Dorothée Jemma ; VQ : Isabelle Leyrolles) : Nicole Hurley
- Jason Sudeikis (VF : Patrick Guillemin ; VQ : Louis-Philippe Dandenault) : Stewart
- Adam Rose (VF : Franck Capillery ; VQ : Alexandre Fortin) : Jimmy
- Christine Baranski (VF : Pascale Vital ; VQ : Claudine Chatel) : Kitty Hurley
- Peter Greene (VQ : Benoit Rousseau) : Mahler
- Joel Garland (VF : Loïc Houdré ; VQ : Pierre-Étienne Rouillard) : Dwight
- Siobhan Fallon Hogan (VF : Annie Balestra ; VQ : Anne Dorval) : Teresa
- Jeff Garlin (VQ : Stéphane Rivard) : Sid
- David Costabile (VQ : François Godin) : Arthur
- Ritchie Coster (VF : Pascal Germain) : Ray
- Cathy Moriarty (VF : Joëlle Brover) : Irene
- Amanda Dutton (VF : Chantal Baroin) : Darla
- Gio Perez : oncle Sam
- Jason Kolotouros : Gelman
- Matt Malloy : Gary
- Carol Kane : Dawn
- Christian Borle (VF : Fabrice Josso) : le caddie

 Source et légende : version française (VF) sur RS Doublage et Doublagissimo

## Autour du film
- Le film est nommé aux Razzie Awards 2011 dans les catégories : pire film, pire acteur (Gerard Butler), pire actrice (Jennifer Aniston) et pire couple à l'écran[3].